# 엘머 라이스

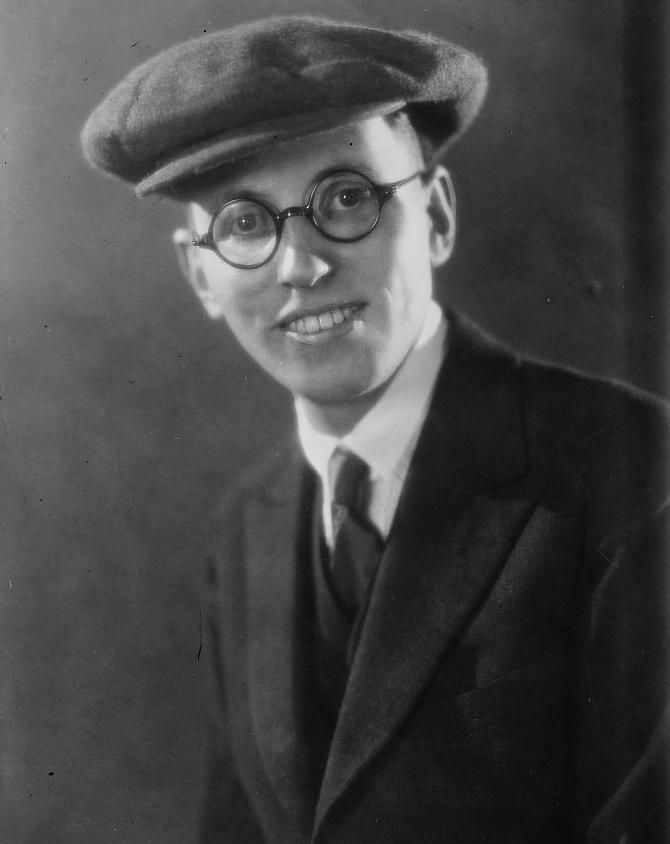
1920년

엘머 라이스(Elmer Rice, 1892년 9월 28일 ~ 1967년 5월 8일)는 미국의 극작가로 본명은 Reizenstein이다.
처녀작 <재판정(裁判廷)>은 영화의 플래시백의 기교를 써서 흥행에 성공했지만, 기계문명에 시달린 제로씨(氏)의 생애를 표현주의적인 수법으로 쓴 <계산기>(1923)를 내놓을 때까지는 그리 뛰어난 작가가 아니었다. <거리의 정경(情景)>(1929), <변호사>(1931) 등은 리얼리스틱한 작품으로 뛰어나며, 전자는 퓰리처상을 받은 바 있다. 그 후에도 많은 작품을 썼는데, <꿈꾸는 처녀>(1945)는 크게 히트한 작품으로 기억에 남을 환상극이다. 1937년에 '극작가 극단'의 창설과 활동에 참여했고, 1960년에는 연극론집 <The Living Theatre>를, 1964년에는 자서전 <Minority Report>를 썼다.